# Christian Di Candia
Christian Martín di Candia Cuña (Montevideo, 13 de octubre de 1981) es un político uruguayo, perteneciente al Frente Amplio. Fue Intendente de Montevideo desde el 1° de abril de 2019 tras la renuncia del ex intendente Daniel Martínez. hasta el 26 de noviembre de 2020.

## Biografía
En 2001 comienza a militar en Asamblea Uruguay. En 2008 se integra a la nueva agrupación Magnolia. En 2013 acompaña a Constanza Moreira en su postulación a la presidencia.
Desde julio de 2015 hasta abril de 2019 se desempeñò como Prosecretario de la Intendencia de Montevideo, acompañando la gestión de Daniel Martínez.
En abril de 2019 asume la titularidad de la Intendencia, ante la renuncia de Martínez para dedicarse a la campaña presidencial.
De cara a las elecciones parlamentarias de octubre de 2019, Di Candia integra la plancha al Senado de una alianza integrada por Magnolia, el Ir, Frente en Movimiento y Colectivo Plena, presentando una lista al Senado encabezada por Patricia Kramer.
En 2019 Di Candia fue galardonado con el Premio Legión del Libro otorgado por la Cámara Uruguaya del Libro.

## Intendencia de Montevideo
Christian Di Candia asumió la titularidad de la Intendencia de Montevideo el 1 de abril de 2019. 

### Gabinete departamental
La constitución del gabinete departamental es la siguiente:
| Dirección                                                 | Nombre              |
| --------------------------------------------------------- | ------------------- |
| Secretaría general                                        | Fernando Nopistch   |
| Prosecretaría general                                     | Juan Canessa        |
| División Asesoría Jurídica                                | Ernesto Beltrame    |
| División Relaciones Internacionales y Cooperación         | Nelson Fernández    |
| División Asesoría de Desarrollo Municipal y Participación | Jorge Buriani       |
| División Información y Comunicación                       | Marcelo Visconti    |
| División Asesoría para la Igualdad de Género              | Solana Quesada      |
| Departamento de Desarrollo Social                         | Fabiana Goyeneche   |
| División Salud                                            | Analice Beron       |
| División Políticas Sociales                               | Julio Calzada       |
| Departamento de Recursos Financieros                      | Juan Voelker        |
| División Administración de Ingresos                       | Patricia Perandones |
| División Planificación y Ejecución Presupuestal           | Gabriela Fachola    |
| Departamento de Cultura                                   | Mariana Percovich   |
| División Promoción Cultural                               | Jorge Navratil      |
| División Artes y Ciencias                                 | Soledad Sansberro   |
| Departamento de Desarrollo Ambiental                      | Lalo Fernández      |
| División Limpieza                                         | Darwin Álvarez      |
| División Saneamiento                                      | Mauricio Fernández  |
| Departamento de Gestión Humana y Recursos Materiales      | Eduardo Brenta      |
| División Administración de Personal                       | Rosana Paredes      |
| Departamento de Movilidad                                 | Pablo Inthamoussu   |
| División Vialidad                                         | Sergio Michelena    |
| División Tránsito                                         | Mariela Baute       |
| División Transporte                                       | Gonzalo Márquez     |
| Departamento de Desarrollo Urbano                         | Silvana Pissano     |
| División Tierras y Hábitat                                | Andrés Passadore    |
| División Espacios Públicos y Edificaciones                | Álvaro Paciello     |
| Departamento de Desarrollo Sostenible e Inteligente       | Carlos Leonczuk     |
| Departamento de Planificación                             | Patricia Roland     |
| División Planificación Territorial                        | Elena Rivera        |
| Departamento de Desarrollo Económico                      | Oscar Curutchet     |
| División Turismo                                          | Elizabeth Villalba  |
| División Promoción Económica                              | Ricardo Posada      |

## Actualidad
En diciembre de 2024, Di Candia fue anunciado por el presidente electo Yamandú Orsi como futuro subsecretario de Vivienda.

## Vida personal
A los 24 años, Di Candia fue padre de un niño, Salvador.